# Półkorona (moneta brytyjska)
Pół korony (ang. half crown) – moneta będąca w obiegu w Wielkiej Brytanii, a wcześniej w Anglii od XVI wieku do 1970 roku. Półkoronówki wycofano z obiegu w 1970, rok przed decymalizacją brytyjskiej waluty. W latach 1816–1946 monety pół koronowe bito ze srebra a od 1947 do 1970 z miedzioniklu.

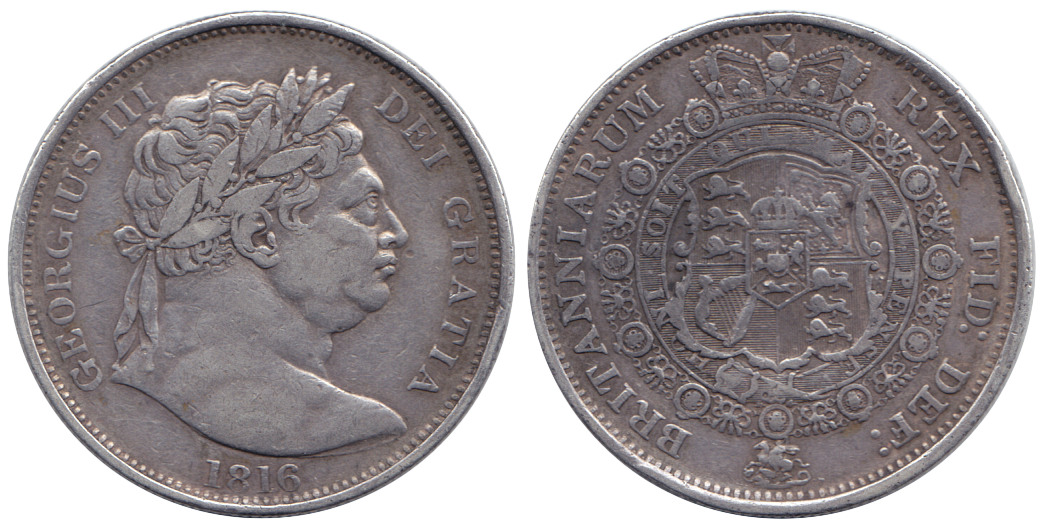
Pół korony Jerzego III z 1816.

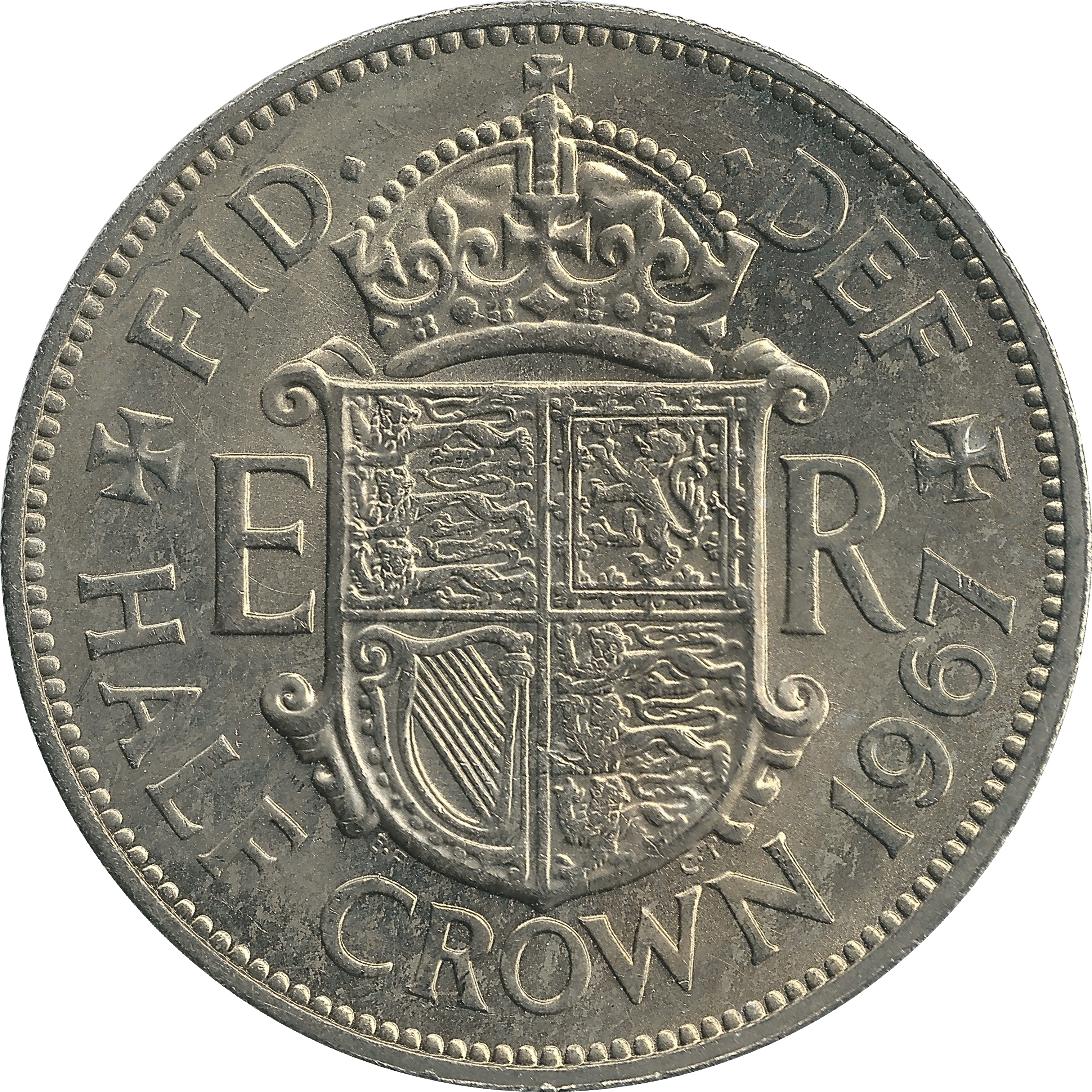
Pół korony Elżbiety II z 1967.